# 特倫斯·馬林
特倫斯·馬林（英語：Terance Marin，1989年8月21日—）為美國棒球選手，曾效力於中華職棒統一7-ELEVEn獅，中文登錄名為「泰倫斯」，守備位置為投手。

## 經歷
- 美國職棒芝加哥白襪（小聯盟，2010年-2014年）
- 美國職棒獨立聯盟Evansville Otters（2014年）
- 墨西哥太平洋聯盟Caneros de Los Mochis（2014年）
- 墨西哥聯盟Toros de Tijuana（2015年）
- 美國職棒芝加哥白襪（小聯盟，2015年-2016年）
- 墨西哥太平洋聯盟Charros de Jalisco（2015年-2016年）
- 中華職棒統一7-ELEVEn獅（2017年6月27日-2017年8月5日）

## 職棒生涯成績

### 中華職棒
| 年度 | 球隊           | 出賽 | 先發 | 勝投 | 敗投 | 中繼 | 救援 | 完投 | 完封 | 三振 | 四死 | 責失 | 投球局數 | 自責分率 | 被上壘率 |
| ---- | -------------- | ---- | ---- | ---- | ---- | ---- | ---- | ---- | ---- | ---- | ---- | ---- | -------- | -------- | -------- |
| 2017 | 統一7-ELEVEn獅 | 5    | 4    | 1    | 1    | 1    | 0    | 0    | 0    | 0    | 12   | 10   | 19.1     | 10.71    | 2.38     |
| 合計 | 1年            | 5    | 4    | 1    | 1    | 1    | 1    | 0    | 0    | 0    | 12   | 10   | 19.1     | 10.71    | 2.38     |

## 特殊事蹟
- 2015年 -- 2015年第五十七屆加勒比海大賽-全明星隊最佳先發投手。
- 2017年 -- 06月27日個人中華職棒大聯盟一軍生涯初登板於斗六棒球場對戰Lamigo桃猿，在六局上接替林威志上場投球，面對劉時豪投出個人中華職棒大聯盟生涯首次奪三振，中繼2.1局被擊出兩支安打，送出三次三振兩次保送失兩分，達成個人中華職棒大聯盟生涯首次中繼成功。

## 個人年表
- 2010年 -- 07月29日，與芝加哥白襪簽下合約。
- 2015年 -- 2015年第五十七屆加勒比海大賽-墨西哥太平洋聯盟Tomateros de Culiacán代表隊
- 2016年 -- 2016年第五十八屆加勒比海大賽-墨西哥太平洋聯盟Venados de Mazatlan代表隊
- 2017年 -- 06月5日，加入中華職棒統一7-ELEVEn獅。
- 2017年 -- 06月18日，因球隊與終結者狄馬克解約，而正式登錄至洋將名單。

## 外部連結
- 特倫斯·馬林在台灣棒球維基館上的頁面（繁體中文）
- 特倫斯·馬林在美國職棒（英语）
- 特倫斯·馬林在中華職棒
- 特倫斯·馬林在Baseball-Reference.com（小聯盟以及海外聯盟）（英语）